# Брашов
Брашо́в (рум. Brașov, венг. Brassó, нем. Kronstadt) — город в Румынии, один из десяти крупнейших городов в стране. Центр и крупнейший город исторической области Цара Бырсей.

## Общая информация
Расположенный в сердце Румынии, город Брашов иногда называют румынским Зальцбургом. В старой части города имеются готические кварталы. Особое место среди памятников культуры занимает знаменитая Чёрная церковь, один из самых вместительных средневековых храмов на Балканах. Здесь устраивают органные концерты. У входа статуя Йоханнеса Хонтеруса, реформатора, просветителя, последователя Мартина Лютера.
Брашов состоит из 15 районов, в их число входит известный карпатский горнолыжный курорт Пояна Брашов.
Брашов имеет собственную железнодорожную станцию, 3 автостанции, а в 2023 году открыт аэропорт. В связи с большими размерами города Брашов располагает разветвленной сетью общественного транспорта, представленной 47 линиями троллейбусов и автобусов. С 1987 по 2006 год в городе также действовал трамвай, который из-за убыточности был заменен троллейбусом. Стоимость проезда на внутреннем транспорте на 2024 год составляет 4 лея за разовый билет (действует 60 минут), за исключением пары линий. Также существуют однодневные, недельные и месячные проездные. Кроме общественного транспорта, в городе также работают 7 компаний такси.

## История

Улочки Брашова

Кронштадтская крепость была основана в 1211 году Тевтонским орденом. Впервые упоминается как Брашов под 1251 годом. В средневековых документах город назывался Браско, Брассо, Стефанополис, Кронштадт и Брашов.
Брашов — один из главных культурных и исторических центров трансильванских саксов. Благодаря удачному географическому положению и торговым связям с Молдавией и Валахией, город стал одним из самых важных экономических центров Трансильвании.
Йоханнес Хонтерус, предводитель трансильванских протестантов, родился и умер в Брашове. Именно здесь он организовал первую в Трансильвании печатню (в 1535 году), и именно здесь увидела свет первая печатная книга на румынском языке. Уже в 1559 г. здесь существовала румыноязычная школа — вероятно, первая в стране.
Ранее был известен как Кронштадт (нем. Kronstadt); с 8 сентября 1950 года по 24 декабря 1960 года носил название Орашул-Сталин (в честь Сталина).
На территории городского Кладбища Героев «Шпренгь» находится советское воинское кладбище, на котором в 1941—1945 годах похоронено 556 военнослужащих Красной Армии, погибших во время Второй мировой войны.
В 1987 году жители Брашова поднялись против режима Чаушеску. Эти события вошли в историю как Брашовское восстание.

## Достопримечательности

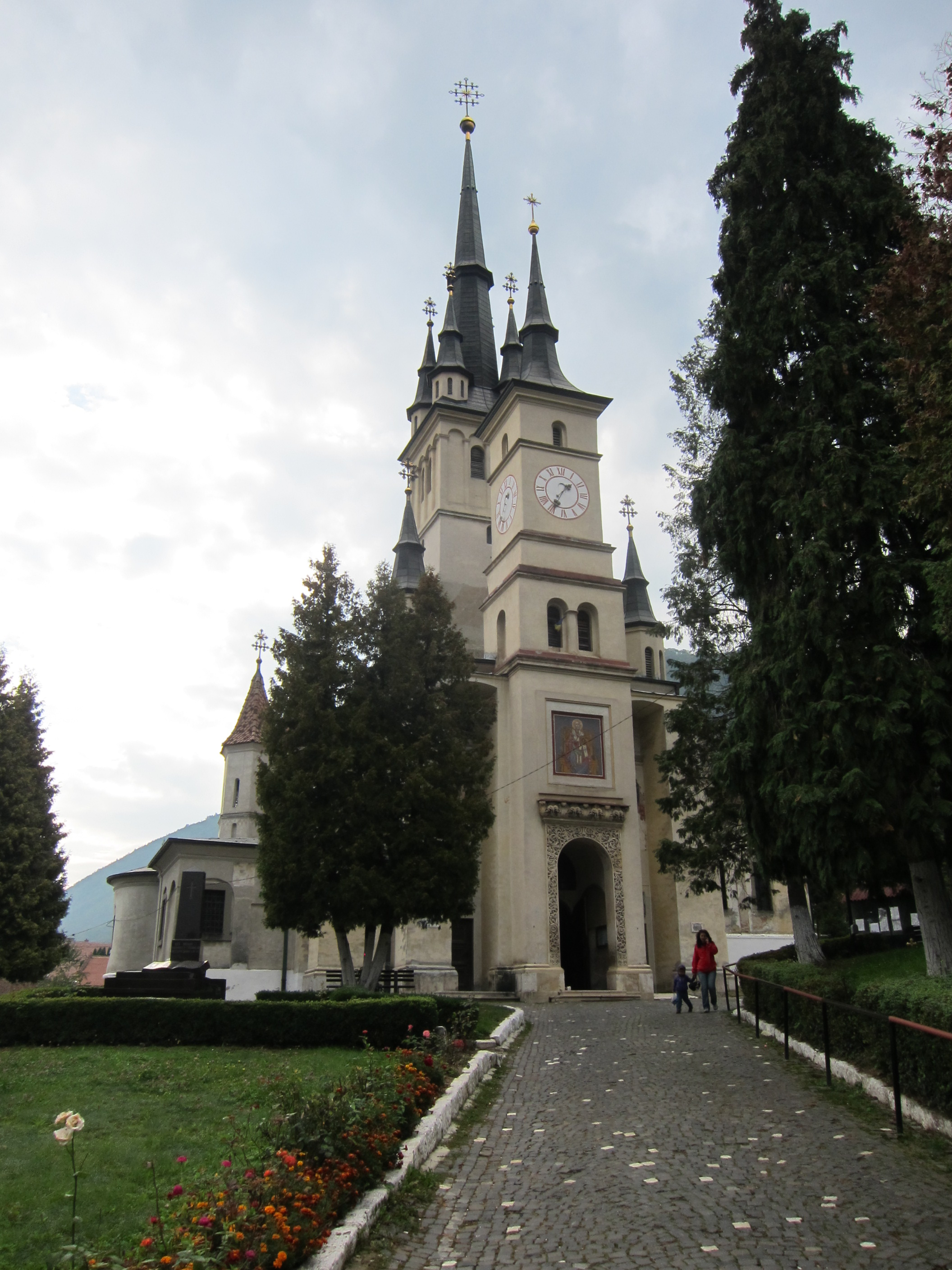
Церковь Святого Николая

Чёрная церковь

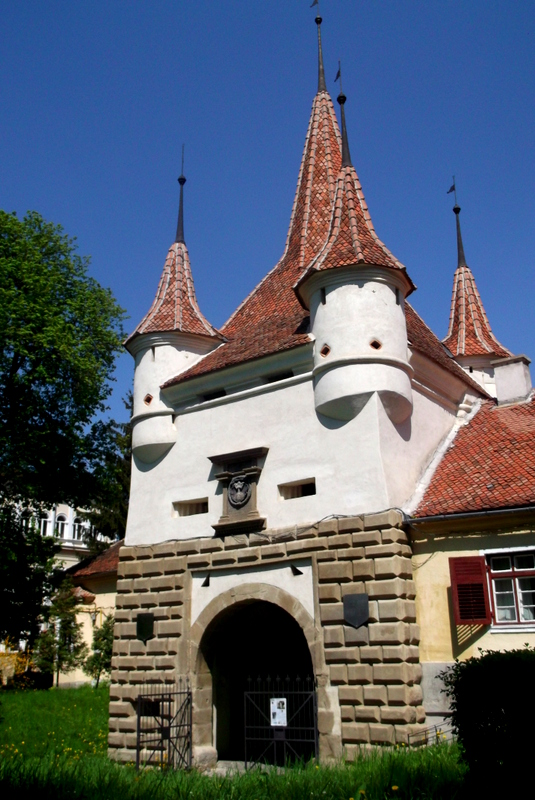
Ворота Екатерины

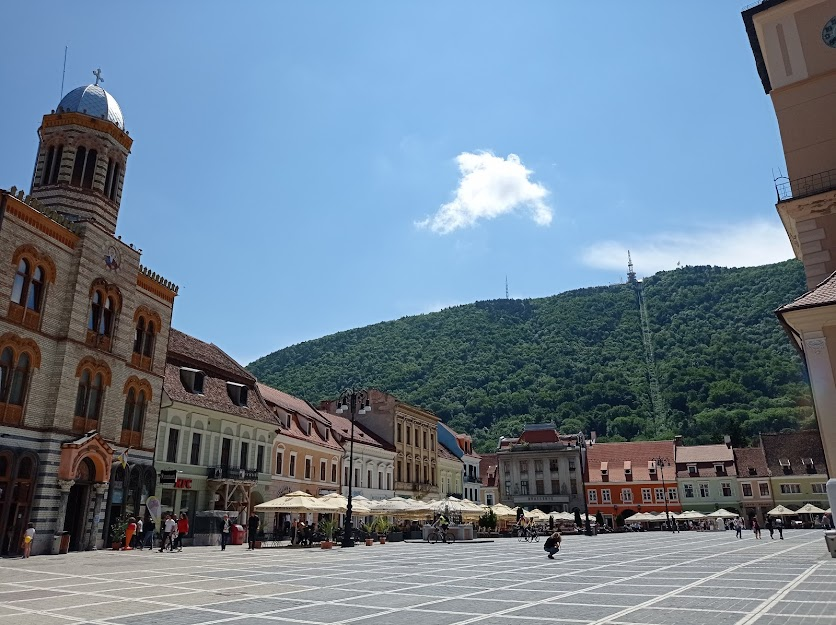
Главная площадь

- Вид на старый городГлавная площадьЦерковь Св. Бартоломея — самый старый исторический памятник в Брашове, построенный в 1223;

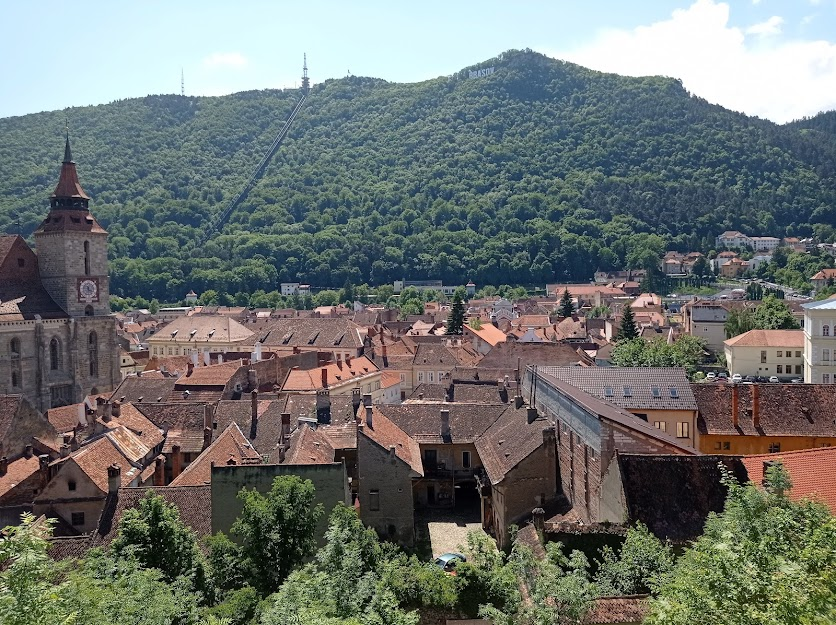
Вид на старый город

- Церковь Св. Николая —  церковь была построена из камня в 1495 году благодаря поддержке лидеров всех румынских областей. Её внушительный размер доминирует над самой старой частью города — Шкей Брашовулуй;
- Первая румынская школа — построена всего лишь в метре расстояния от Церкви Св. Николая. Первые исторические памятники, доказывают существование школы с 1495. Большинство первых печатных книг в Румынии были напечатаны здесь Корезием. Туристы Брашова имеют возможность посетить школу, где они могут фактически сидеть за партами XIX столетия;
- Чёрная церковь — первоначально известная как Церковь Св. Марии, здание было частично разрушено после большого пожара в 1689. Построенная приблизительно в 1380 году, Чёрная церковь — самый вместительный памятник готической архитектуры в Румынии.
- Ворота Екатерины — одни из самых старых сохранившихся городских ворот Брашова.
- Ворота Шкей — городские ворота Брашова, построенные в 1828 году по приказу австрийского императора Франца I неподалёку от ворот Екатерины.
- Страда-Сфории — самая узкая улица Брашова (ширина 110—135 см), одна из самых узких в Европе.
- Крепость Четэцуйя — крепость бастионного типа на высоком холме к северу от исторического центра города.
- Скульптура девочки с флейтой на центральной площади рядом с Черной церковью. Автор молдавский скульптор Вячеслав Жиглицкий

## Музеи
- Музей Истории
- Музей Этнографии
- Музей Искусства
- Музей Первой Школы

## Концертные залы и театры

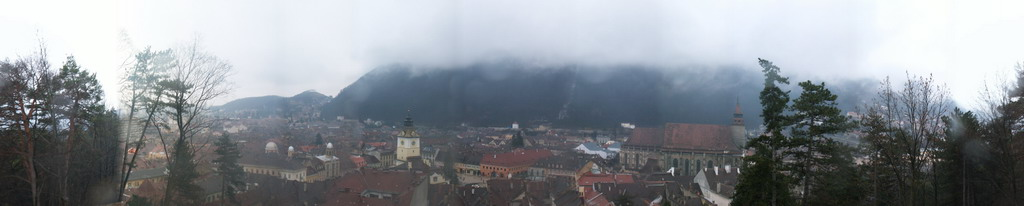
Панорама Брашова

- Филармония Брашова
- Дворец Оперы
- Театр Драмы
- Театр Марионетки

## Соседние достопримечательности
- Пояна Брашов — горнолыжный курорт (12 км)
- Крепость Рышнов (16 км)
- Замок Бран (Дракулы) и деревня Бран (32 км)
- Саксонские деревни и церкви в Харман, Санпетру, Прежмер, Ротбав (32 км)
- Замок Пелеш и Замок Пелишор — королевские замки Румынии (60 км)

## Города-побратимы
Брашов является городом-побратимом следующих городов:
- Тампере, Финляндия (1989)
- Тур, Франция (1990)
- Мусасино, Токио, Япония (1991)
- Дьёр, Венгрия (1993)
- Ришон-ле-Цион, Израиль (1996)
- Нетания, Израиль (1999)
- Хольстебро, Дания (2005)
- Минск, Беларусь (2005)
- Трикала, Греция (2005)
- Лидс, Великобритания
- Эрбиль, Ирак